# 1906 في الولايات المتحدة
فيما يلي قوائم الأحداث التي وقعت خلال عام 1906 في الولايات المتحدة.

## أحداث
- 18 أبريل – زلزال سان فرانسيسكو 1906

## سياسة

### تعيين في المنصب
- 1 يناير – جيمس اولى ديفيدسون حاكم ولاية ويسكونسن [الإنجليزية]‏.
- 15 يناير – جون كولتر بيتس رئيس أركان جيش الولايات المتحدة.
- 14 أبريل – جيمس فرانكلين بيل رئيس أركان جيش الولايات المتحدة.
- 17 ديسمبر – تشارلز بونابرت نائب عام الولايات المتحدة.

### انتهاء فترة المنصب
- 8 يناير – وارن جي. هاردينغ نائب حاكم ولاية أوهايو [الإنجليزية]‏.
- 14 يناير – عدنا تشافي رئيس أركان جيش الولايات المتحدة.
- 13 أبريل – جون كولتر بيتس رئيس أركان جيش الولايات المتحدة.
- 16 ديسمبر – تشارلز بونابرت الأمين العام.
- 31 ديسمبر – فرانك وايلاند هيغينز حاكم نيويورك [الإنجليزية]‏.

## ظهور
- 1 يناير – الناب الأبيض رواية من تأليف جاك لندن.

## كتب
من الكتب التي صدرت هذه السنة في الولايات المتحدة:
- 1 يناير – الناب الأبيض من تأليف جاك لندن.

## مواليد

### يناير
- 3 يناير – ويليام ويلسون مورغان عالم فلك أمريكي.
- 6 يناير – جورج ليديارد ستودارد
- 14 يناير – وليام بينديكس
- 20 يناير – سيل هاريس ملاكم من الولايات المتحدة الأمريكية.
- 22 يناير – روبرت هوارد مؤلف أمريكي.
- 22 يناير – ويلا بياتريس

### فبراير
- 1 فبراير – هيلين شاندلير ممثلة أمريكية.
- 2 فبراير – هارولد روزنبرغ
- 4 فبراير – كلايد تومبو فلكي أمريكي.
- 5 فبراير – جون كارادين ممثل أمريكي.
- 8 فبراير – تشيستر كارلسون فيزيائي أمريكي.
- 10 فبراير – لون تشاني جونيور
- 17 فبراير – جالو بلازا سياسي أمريكي.
- 22 فبراير – دونالد سام راسيل سياسي أمريكي.
- 25 فبراير – وارن هيمر ممثل من الولايات المتحدة الأمريكية.

### مارس
- 6 مارس – لو كوستيلو
- 12 مارس – جون أرلدج ممثل أمريكي.
- 25 مارس – جون هوارد بايل سياسي أمريكي.
- 28 مارس – روبرت ألين ممثل أمريكي.

### أبريل
- 4 أبريل – بي بيناديرت
- 5 أبريل – ألبرت تشارلز سميث عالم نبات أمريكي.
- 10 أبريل – توماس غيتس الابن دبلوماسي أمريكي.
- 22 أبريل – إدي ألبرت
- 22 أبريل – جورج ماكينون سياسي أمريكي.
- 24 أبريل – ويليام جويس سياسي أمريكي.
- 25 أبريل – فرانك نيتتير الطبيب الرسّام.
- 25 أبريل – ويليام جي برينان قاضي أمريكي.

### مايو
- 3 مايو – آنا روزفلت هالستيد
- 3 مايو – ماري أستور
- 12 مايو – غوريلا جونز ملاكم من الولايات المتحدة الأمريكية.
- 14 مايو – جيمس فلافين ممثل أمريكي.
- 19 مايو – بروس بينيت
- 22 مايو – ميريام مكيني رسامة أمريكية.
- 23 مايو – جلين ألان ميليكان
- 24 مايو – هاري هاموند هيس

### يونيو
- 3 يونيو – جوزفين بيكر
- 30 يونيو – جون فان رين لاعب كرة مضرب من الولايات المتحدة.

### يوليو
- 1 يوليو – إيستي لودر رائدة أعمال من الولايات المتحدة الأمريكية.
- 7 يوليو – سيتشل بيج لاعب كرة قاعدة من الولايات المتحدة الأمريكية.
- 8 يوليو – فيليب جونسون مهندس معماري من الولايات المتحدة الأمريكية.
- 16 يوليو – رينولد جونسون
- 17 يوليو – جون كارول ممثل أمريكي.
- 23 يوليو – كلانسي كوبر ممثل أمريكي.
- 28 يوليو – ديفيد ليتمان

### أغسطس
- 2 أغسطس – ادوين بلوم كاتب سيناريو من الولايات المتحدة الأمريكية.
- 5 أغسطس – جون هيوستن
- 13 أغسطس – باربرا بينيت
- 19 أغسطس – فيلو فارنزوورث مخترع من الولايات المتحدة الأمريكية.
- 20 أغسطس – تشارلز أرنت ممثل من الولايات المتحدة الأمريكية.
- 21 أغسطس – فريز فريلينغ
- 27 أغسطس – إد جين قاتل متسلسل من الولايات المتحدة الأمريكية.

### سبتمبر
- 2 سبتمبر – باربرا جو ألين ممثلة أمريكية.
- 19 سبتمبر – ميلدريد استير ماتياس عالمة نبات أمريكية.
- 27 سبتمبر – جيم تومسون كاتب أمريكي.
- 29 سبتمبر – جورج المشاركة رسام من الولايات المتحدة الأمريكية.

### أكتوبر
- 6 أكتوبر – جانيت جاينور
- 7 أكتوبر – جيمس إدوين ويب سياسي أمريكي.
- 16 أكتوبر – جورج لوت لاعب كرة مضرب من الولايات المتحدة.
- 16 أكتوبر – كلينث بروكس
- 22 أكتوبر – سدني كنجزلي كاتب أمريكي.
- 27 أكتوبر – ايرل كابيل سياسي أمريكي.
- 30 أكتوبر – بول سميث
- 30 أكتوبر – ماكس تيشلر كيميائي أمريكي.

### نوفمبر
- 5 نوفمبر – فريد لورانس ويبل عالم فلك أمريكي.
- 14 نوفمبر – لويز بروكس
- 18 نوفمبر – جورج والد
- 21 نوفمبر – بيتي سارون ملاكم من الولايات المتحدة الأمريكية.
- 22 نوفمبر – لي باتريك

### ديسمبر
- 5 ديسمبر – وينثروب بالمر لاعب هوكي جليد من الولايات المتحدة الأمريكية.
- 9 ديسمبر – جريس هوبر عالمة حاسب آلي أمريكية، وضابطة في البحريّة.
- 14 ديسمبر – فرانك هورسفال
- 15 ديسمبر – جورج ويلان أندرسون، الابن
- 17 ديسمبر – ويليام مارتن
- 20 ديسمبر – لويل جيلمور ممثل أمريكي.
- 25 ديسمبر – كلارك كليفورد ضابط من الولايات المتحدة الأمريكية.

## وفيات

### يناير
- 11 يناير – موزيس أرمسترونغ (مواليد 1832) سياسي أمريكي.
- 25 يناير – جوزيف ويلر (مواليد 1836) سياسي أمريكي.

### فبراير
- 9 فبراير – باول لورانس دانبار (مواليد 1872) مؤلف أمريكي.
- 18 فبراير – بيتر ماكغواير (مواليد 1852) نقابي من الولايات المتحدة الأمريكية.
- 27 فبراير – صموئيل لانغلي بيربونت (مواليد 1834)

### مارس
- 4 مارس – جون سكوفيلد (مواليد 1831) ضابط من الولايات المتحدة الأمريكية.
- 13 مارس – سوزان أنتوني (مواليد 1820)

### أبريل
- 11 أبريل – جيمس أنتوني بايلي (مواليد 1847) لاعب سيرك من الولايات المتحدة الأمريكية.

### يونيو
- 14 يونيو – روبرت روزفلت (مواليد 1829) سياسي أمريكي.

### أكتوبر
- 16 أكتوبر – فارينا دافيس (مواليد 1826) سياسية أمريكية.